# ورزو
ورزو (به ایتالیایی: Varzo) یک کومونه در ایتالیا است که در استان وربانو-کوزیو-اوسولا واقع شده‌است.

## خصوصیات
ورزو ۹۴٫۴ کیلومترمربع مساحت و ۲٬۲۰۹ نفر جمعیت دارد و ۵۶۸ متر بالاتر از سطح دریا واقع شده‌است.